# Алленгерст (Нью-Джерсі)
Алленгерст (англ. Allenhurst) — місто (англ. borough) в США, в окрузі Монмаут штату Нью-Джерсі. Населення — 472 особи (2020).

## Географія
Алленгерст розташований за координатами 40°14′9″ пн. ш. 74°0′9″ зх. д. / 40.23583° пн. ш. 74.00250° зх. д. (40.235945, -74.002417).  За даними Бюро перепису населення США в 2010 році місто мало площу 0,73 км², з яких 0,68 км² — суходіл та 0,05 км² — водойми.

### Клімат
| Клімат : Алленгерст     | Клімат : Алленгерст | Клімат : Алленгерст | Клімат : Алленгерст | Клімат : Алленгерст | Клімат : Алленгерст | Клімат : Алленгерст | Клімат : Алленгерст | Клімат : Алленгерст | Клімат : Алленгерст | Клімат : Алленгерст | Клімат : Алленгерст | Клімат : Алленгерст | Клімат : Алленгерст |
| Показник                | Січ.                | Лют.                | Бер.                | Квіт.               | Трав.               | Черв.               | Лип.                | Серп.               | Вер.                | Жовт.               | Лист.               | Груд.               | Рік                 |
| Середній максимум, °C   | 4,4                 | 5,9                 | 9,5                 | 14,8                | 20,1                | 25,2                | 28,2                | 27,6                | 24,1                | 18,3                | 12,9                | 7,3                 | 16,6                |
| Середня температура, °C | 0,3                 | 1,5                 | 4,9                 | 10,2                | 15,5                | 20,8                | 23,8                | 23,3                | 19,7                | 13,6                | 8,5                 | 3,2                 | 12,2                |
| Середній мінімум, °C    | −3,9                | −2,8                | 0,4                 | 5,5                 | 10,9                | 16,3                | 19,5                | 19,0                | 15,2                | 8,8                 | 4,1                 | −0,9                | 7,7                 |
| Норма опадів, мм        | 92                  | 78                  | 99                  | 106                 | 98                  | 91                  | 119                 | 121                 | 93                  | 101                 | 98                  | 102                 | 1198                |
| Вологість повітря, %    | 64.6                | 61.7                | 60.5                | 62.1                | 66.0                | 70.0                | 69.9                | 71.2                | 71.3                | 69.4                | 67.3                | 65.3                | 66.6                |
| ----------------------- | ------------------- | ------------------- | ------------------- | ------------------- | ------------------- | ------------------- | ------------------- | ------------------- | ------------------- | ------------------- | ------------------- | ------------------- | ------------------- |
| Джерело: PRISM          |                     |                     |                     |                     |                     |                     |                     |                     |                     |                     |                     |                     |                     |

## Демографія
Згідно з переписом 2010 року, у селищі мешкало 496 осіб у 217 домогосподарствах у складі 115 родин. Було 365 помешкань
Расовий склад населення:
| - 94,8 % — білих - 1,0 % — чорних або афроамериканців - 1,0 % — азіатів - 1,4 % — осіб інших рас |

До двох чи більше рас належало 1,8 %. Частка іспаномовних становила 4,4 % від усіх жителів.
За віковим діапазоном населення розподілялося таким чином: 15,3 % — особи молодші 18 років, 64,9 % — особи у віці 18—64 років, 19,8 % — особи у віці 65 років та старші. Медіана віку мешканця становила 47,2 року. На 100 осіб жіночої статі у селищі припадало 105,8 чоловіків;  на 100 жінок у віці від 18 років та старших — 103,9 чоловіків також старших 18 років.
Середній дохід на одне домашнє господарство  становив 138 704 долари США (медіана — 83 155), а середній дохід на одну сім'ю — 207 105 доларів (медіана — 144 375). Медіана доходів становила 63 333 долари для чоловіків та 51 875 доларів для жінок. За межею бідності перебувало 3,5 % осіб, у тому числі 0,0 % дітей у віці до 18 років та 2,0 % осіб у віці 65 років та старших.
Цивільне працевлаштоване населення становило 261 осіб. Основні галузі зайнятості: роздрібна торгівля — 20,3 %, науковці, спеціалісти, менеджери — 19,2 %, освіта, охорона здоров'я та соціальна допомога — 16,9 %.